# Effetto fotocromatico

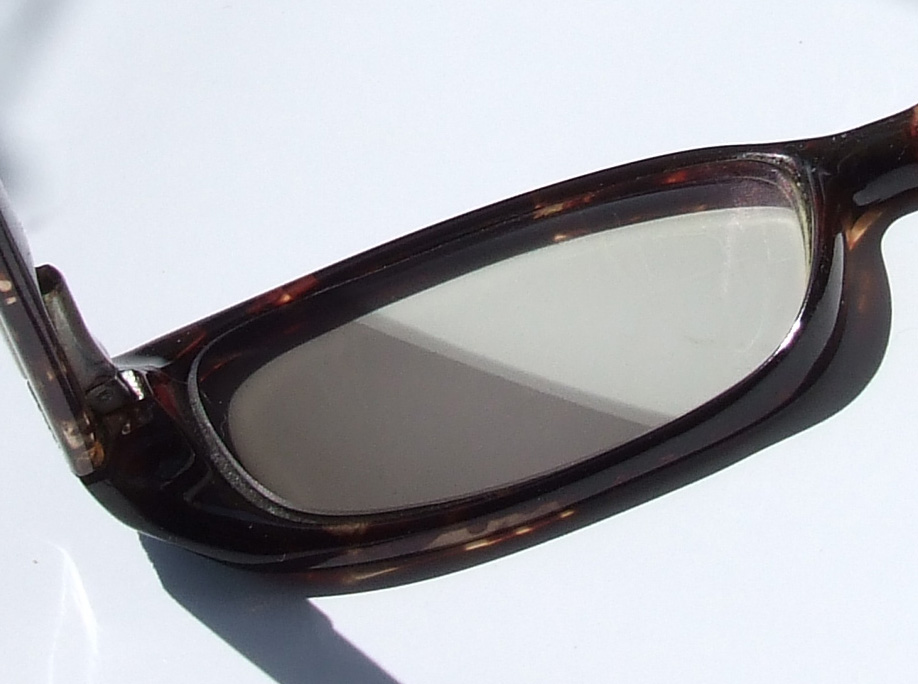
Una lente fotocromatica dopo l'esposizione alla luce solare mentre parte della lente è rimasta coperta da un foglio di carta.

Per effetto fotocromatico si intende la variazione di oscurazione delle lenti o del vetro (l'esempio più comune è quello delle lenti degli occhiali), il colore varia a seconda dell'incidenza della luce sulla lente, più intensa è la luce maggiore sarà l'oscurazione del vetro. Il motivo risiede nel cambiamento della configurazione elettronica esterna, in seguito a un processo fotochimico, della sostanza posta all'interno delle lenti. I primi studi furono condotti nel 1950.
Il fotocromismo è la trasformazione reversibile di una specie chimica (fotointerruttore) tra due forme per assorbimento di radiazione elettromagnetica (fotoisomerizzazione), dove le due forme hanno spettri di assorbimento differenti. In parole povere, questo può essere descritto come un cambiamento reversibile di colore in seguito all'esposizione alla luce.

## Applicazioni

### Occhiali da sole
Una delle applicazioni fotocromatiche reversibili più famose sono le lenti che cambiano colore per gli occhiali da sole, come si trovano negli occhiali da vista. La più grande limitazione nell'uso della tecnologia fotocromatica è che i materiali non possono essere resi abbastanza stabili da resistere a migliaia di ore di esposizione all'aperto, quindi al momento le applicazioni esterne a lungo termine non sono appropriate.
Le lenti fotocromatiche offrono una performance visiva e una protezione eccellente. Nonostante ciò, in ambienti esposti a forte irraggiamento solare, gli occhiali da sole a tonalità fissa offrono la migliore forma di protezione antiabbagliamento e il massimo comfort visivo. Invece, dove l’intensità dei raggi è bassa, le lenti a scurimento automatico non si scuriscono, ma nonostante ciò, continuano a conservare il 100% di protezione solare UV.
Le lenti fotocromatiche non funzionano alla guida delle automobili, perché la maggior parte della radiazione ultravioletta viene assorbita dal parabrezza, e di conseguenza, le lenti non raggiungono il medesimo grado di scurimento come all’esterno. Queste lenti possono essere utilizzate anche alla guida di notte, in quanto si comportano come delle normali lenti chiare. Infatti al chiuso e nelle ore notturne, le lenti fotocromatiche sono completamente trasparenti.
La velocità di commutazione dei coloranti fotocromatici è molto sensibile alla rigidità dell'ambiente intorno al colorante. Di conseguenza, cambiano più rapidamente in soluzione e più lentamente nell'ambiente rigido come una lente polimerica. Nel 2005 è stato riportato che l'applicazione di polimeri flessibili con bassa temperatura di transizione vetrosa (ad esempio silossani o polibutile acrilato) ai coloranti consente loro di cambiare molto più rapidamente in una lente rigida. Alcune spirooxazine con polimeri silossanici attaccati commutano a velocità simili a quelle della soluzione, anche se si trovano in una matrice di lenti rigide.

### Chimica supramolecolare
Le unità fotocromatiche sono state ampiamente impiegate nella chimica supramolecolare. La loro capacità di dare un cambiamento di forma reversibile controllato dalla luce significa che possono essere usati per creare o rompere MoRFs, o per causare un conseguente cambiamento di forma nell'ambiente circostante. Pertanto, le unità fotocromatiche sono state dimostrate essere come componenti di interruttori molecolari. L'accoppiamento di unità fotocromatiche con enzimi o cofattori enzimatici fornisce anche la capacità di attivare e disattivare in modo reversibile gli enzimi, alterandone la forma o l'orientamento in modo tale che le loro funzioni siano "funzionanti" o "rotte".

### Archivio dati
La possibilità di utilizzare composti fotocromatici per l'archiviazione dei dati è stata suggerita per la prima volta nel 1956 da Yehuda Hirshberg. Da quel momento, ci sono state molte indagini da parte di vari gruppi accademici e commerciali, in particolare nell'area dell'archiviazione di dati ottici 3D che promette dischi che possono contenere un terabyte di dati. Inizialmente, problemi con le reazioni termiche di ritorno e la lettura distruttiva hanno influenzato negativamente questi studi, ma più recentemente sono stati sviluppati sistemi più stabili.

### Applicazioni su larga scala
I fotocromatici reversibili si trovano anche in applicazioni come giocattoli, cosmetici, abbigliamento e applicazioni industriali. Se necessario, possono essere fatti cambiare tra i colori desiderati in combinazione con un pigmento permanente.

### Accumulo di energia solare
Alcuni ricercatori del Center for Exploitation of Solar Energy presso il Dipartimento di Chimica dell'Università di Copenaghen stanno studiando una possibile applicazione per raccogliere l'energia solare e conservarla per periodi di tempo significativi. Sebbene le durate di conservazione siano promettenti, per un dispositivo reale deve ovviamente essere possibile innescare la reazione di ritorno.

## Storia
L'effetto fotocromatico fu scoperto alla fine del 1880, includendo il lavoro di Markwald, che studiò il cambiamento reversibile di colore del 2,3,4,4-tetracloronaftalen-1(4H)-one allo stato solido. Ha etichettato questo fenomeno "fototropia", e questo nome è stato utilizzato fino agli anni '50 quando Yehuda Hirshberg, del Weizmann Institute of Science in Israele ha proposto il termine "fotocromismo". Il fotocromismo può avvenire sia nei composti organici che inorganici e ha anche il suo posto nei sistemi biologici (come esempio la retina nel processo di visione).

## Panoramica
L'effetto fotocromatico non ha una definizione rigorosa, ma viene solitamente utilizzato per descrivere composti che subiscono una reazione fotochimica reversibile in cui una banda di assorbimento nella parte visibile dello spettro elettromagnetico cambia drasticamente in forza o lunghezza d'onda. In molti casi, una banda di assorbimento è presente in una sola forma; il grado di cambiamento richiesto per una reazione fotochimica da chiamare "fotocromica" è quello che appare in modo drastico a occhio nudo, ma in sostanza non esiste una linea di demarcazione tra le reazioni fotocromatiche e le reazioni fotochimiche. Pertanto, mentre l'isomerizzazione trans-cis dell'azobenzene è considerata una reazione fotocromica, l'analoga reazione dello stilbene non lo è. Poiché il fotocromismo è solo un caso speciale di una reazione fotochimica, è possibile utilizzare quasi tutti i tipi di reazione fotochimica per produrre fotocromismo con un design molecolare appropriato. Alcuni dei processi più comuni coinvolti nel fotocromismo sono reazioni pericicliche, isomerizzazioni cis-trans, trasferimento di idrogeno intramolecolare, trasferimenti di gruppi intramolecolari, processi di dissociazione e trasferimenti di elettroni (ossidazione-riduzione).
Un altro requisito del fotocromismo è che due stati della molecola dovrebbero essere termicamente stabili in condizioni ambientali per un tempo ragionevole. Tuttavia, il nitrospiropirano (che isomerizza al buio per circa 10 minuti a temperatura ambiente) è considerato fotocromatico. Esiste una stretta relazione tra composti fotocromici e termocromici. La scala temporale della retroisomerizzazione termica è importante per le sue applicazioni e può essere ingegnerizzata a livello molecolare. I composti fotocromatici considerati "termicamente stabili" includono alcuni diarileteni, che non retroisomerizzano anche dopo riscaldamento a 80 °C per 3 mesi.
Poiché i cromofori fotocromatici sono coloranti e operano secondo reazioni ben note, la loro ingegneria molecolare per mettere a punto le loro proprietà può essere ottenuta in modo relativamente semplice utilizzando modelli di progettazione noti, calcoli di meccanica quantistica e sperimentazione. In particolare, hanno ricevuto molta attenzione la sintonizzazione delle bande di assorbimento su particolari parti dello spettro.
A volte, e in particolare nell'industria dei coloranti, il termine fotocromico irreversibile viene utilizzato per descrivere materiali che subiscono un cambiamento di colore permanente in seguito all'esposizione a radiazioni ultraviolette o visibili. Poiché per definizione i fotocromatici sono reversibili, tecnicamente non esiste un fenomeno come il "fotocromico irreversibile": essendo un uso non corretto del termine, questi composti sono meglio indicati come coloranti "fotocambiabili" o "fotoreattivi".
Oltre alle qualità già menzionate, molte altre proprietà dei materiali fotocromatici sono importanti per il loro utilizzo. Questi includono la resa quantica, la resistenza alla fatica, lo stato fotostazionario, la polarità e la solubilità. La resa quantica della reazione fotochimica determina l'efficienza della variazione fotocromatica rispetto alla quantità di luce assorbita. La resa quantica dell'isomerizzazione può essere fortemente dipendente dalle condizioni; nei materiali fotocromatici, la fatica si riferisce alla perdita di reversibilità dovuta a processi quali fotodegradazione, fotobleaching, foto-ossidazione e altre reazioni collaterali. Tutti i materiali fotocromatici soffrono in una certa misura di affaticamento e la loro velocità di reazione alla luce dipende fortemente dalla stessa luce di attivazione e dalle condizioni del campione. I materiali fotocromatici hanno due stati e la loro conversione tra uno e l'altro può essere controllata utilizzando diverse lunghezze d'onda della luce. L'eccitazione con una data lunghezza d'onda della luce risulterà in una miscela dei due stati con un rapporto particolare, chiamato stato fotostazionario. In un sistema perfetto esisterebbero lunghezze d'onda che possono essere utilizzate per fornire rapporti 1:0 e 0:1 degli isomeri, ma nei sistemi reali ciò non è possibile, poiché le bande di assorbimento attive si sovrappongono sempre in una certa misura.

### Tenebrescenza

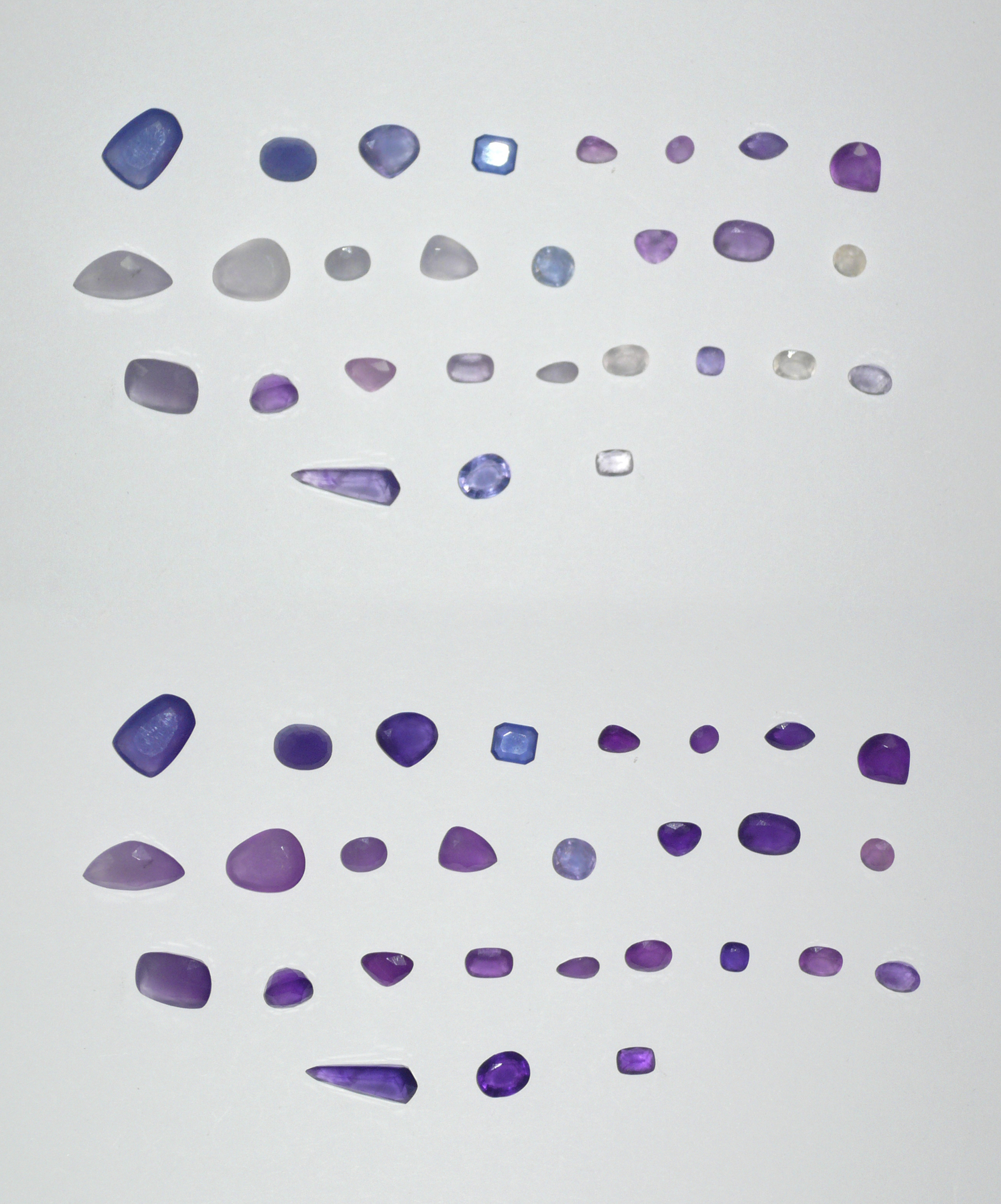
Hackmanite prima (in alto) e dopo (in basso) l'esposizione ai raggi UV.

La tenebrescenza, nota anche come fotocromismo reversibile, è la capacità dei minerali di cambiare colore quando esposti alla luce. L'effetto può essere ripetuto all'infinito, ma viene distrutto dal riscaldamento.
I minerali tenebrescenti includono hackmanite, spodumene e tugtupite.

### Complessi fotocromatici
Un complesso fotocromatico è un tipo di composto chimico che ha parti fotosensibili sul suo ligando. Questi complessi hanno una struttura specifica: i composti organici fotocommutabili sono attaccati ai complessi metallici. Per le parti fotocontrollabili vengono solitamente utilizzati cromofori termicamente e fotochimicamente stabili (azobenzene, diariletene, spiropirano, ecc.), e per i complessi metallici viene applicata un'ampia varietà di composti che hanno diverse funzioni (come risposta redox, luminescenza, magnetismo).
Le parti fotocromatiche e le parti metalliche sono così vicine che possono influenzare reciprocamente gli orbitali molecolari. Le proprietà fisiche di questi composti mostrate da parti di essi (cioè cromofori o metalli) possono quindi essere controllate commutando i loro altri siti da stimoli esterni. Ad esempio, i comportamenti di fotoisomerizzazione di alcuni complessi possono essere commutati mediante ossidazione e riduzione delle loro parti metalliche. Alcuni altri composti possono essere modificati nel loro comportamento di luminescenza, interazione magnetica di siti metallici o stabilità della coordinazione metallo-ligando mediante fotoisomerizzazione delle loro parti fotocromatiche.

## Classi di materiali fotocromatici
Le molecole fotocromatiche possono appartenere a varie classi: triarilmetani, stilbeni, azastilbeni, nitroni, fulgidi, spiropirani, naftopirani, spiro-ossazine, chinoni e altri.

### Spiropirani e spirooxazine

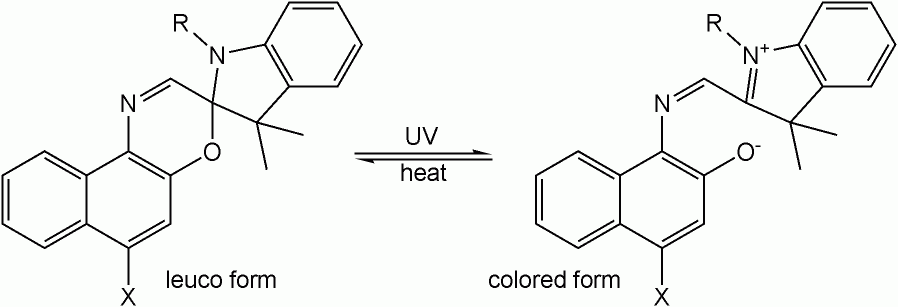
Fotocromismo spiro-mero.

Una delle più antiche, e forse la più studiata, famiglie di fotocromi sono gli spiropirani. Molto strettamente correlati a questi sono le spirooxazine. Ad esempio, la forma spiro di un'ossazina è un colorante al tino; il sistema coniugato dell'ossazina e un'altra parte aromatica della molecola è separato da uno spiro-carbonio ibridato sp3. Dopo l'irradiazione con luce UV, il legame tra lo spiro-carbonio e l'ossazina si rompe, l'anello si apre, lo spiro-carbonio raggiunge l'ibridazione sp2 e diventa planare, il gruppo aromatico ruota, allinea i suoi orbitali con il resto della molecola e si forma un sistema coniugato avente la capacità di assorbire fotoni di luce visibile, e quindi con la capacità di apparire colorato. Quando la sorgente UV viene rimossa, le molecole ritornano gradualmente al loro stato fondamentale, il legame carbonio-ossigeno si riforma, lo spiro-carbonio si ibrida nuovamente sp3 e la molecola ritorna al suo stato incolore.
Questa classe di fotocromi in particolare è termodinamicamente instabile in una forma e ritorna alla forma stabile al buio, a meno che non venga raffreddata a basse temperature. La loro durata può essere influenzata anche dall'esposizione ai raggi UV. Come la maggior parte dei coloranti organici, sono suscettibili alla degradazione da parte dell'ossigeno e dei radicali liberi. L'incorporazione dei coloranti in una matrice polimerica, l'aggiunta di uno stabilizzante o la fornitura di una barriera all'ossigeno e alle sostanze chimiche con altri mezzi ne prolunga la durata.

### Diarileteni

Fotochimica del ditieniletene.

I "diarileteni" hanno riscosso un vasto interesse, in gran parte a causa della loro elevata stabilità termodinamica. Funzionano per mezzo di una reazione elettrociclica 6-pi, il cui analogo termico è impossibile a causa dell'ingombro sterico. I coloranti fotocromatici puri hanno solitamente l'aspetto di una polvere cristallina e, per ottenere il viraggio di colore, di solito devono essere sciolti in un solvente o dispersi in una matrice opportuna. Tuttavia, alcuni diarileteni hanno così poco cambiamento di forma dopo l'isomerizzazione che possono essere convertiti, pur rimanendo in forma cristallina.

### Azobenzeni

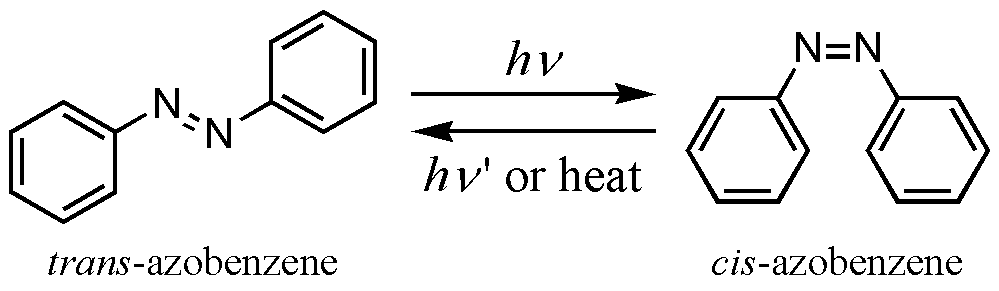
Fotoisomerizzazione dell'azobenzene.

L'isomerizzazione fotocromatica trans-cis degli azobenzeni è stata ampiamente utilizzata negli interruttori molecolari, spesso sfruttando il suo cambiamento di forma dopo l'isomerizzazione per produrre un risultato supramolecolare. In particolare, gli azobenzeni incorporati negli eteri corona forniscono recettori commutabili, e gli azobenzeni in monostrati possono fornire cambiamenti controllati dalla luce nelle proprietà della superficie.

### Chinoni fotocromatici
Alcuni chinoni, e in particolare il fenossinaftacene chinone, hanno fotocromicità derivante dalla capacità del gruppo fenile di migrare da un atomo di ossigeno all'altro. Sono stati preparati chinoni con una buona stabilità termica e hanno anche la caratteristica aggiuntiva di attività redox, che porta alla costruzione di interruttori molecolari a molti stati che operano con una miscela di stimoli fotonici ed elettronici.

### Fotocromatici inorganici
Molte sostanze inorganiche presentano anche proprietà fotocromatiche, spesso con una resistenza alla fatica molto migliore rispetto alle sostanze fotocromatiche organiche. In particolare, il cloruro d'argento è ampiamente utilizzato nella produzione di lenti fotocromatiche. Anche altri alogenuri di argento e zinco sono fotocromatici. L'ossido di ittrio è un altro materiale inorganico con proprietà fotocromatiche.

### Composti di coordinazione fotocromatica
I complessi di coordinazione fotocromatica sono relativamente rari rispetto ai composti organici sopra elencati. Esistono due classi principali di composti di coordinazione fotocromatici. Quelli a base di nitroprussiato di sodio e composti di solfossido di rutenio. La modalità d'azione è un'isomerizzazione allo stato eccitato di un ligando solfossido su un frammento di polipiridina di rutenio da zolfo a ossigeno oppure da ossigeno a zolfo. La differenza di legame tra rutenio e zolfo oppure ossigeno porta al drastico cambiamento di colore e cambiamento nel potenziale di riduzione rutenio(III/II). Lo stato fondamentale è sempre legato allo zolfo e lo stato metastabile è sempre legato all'ossigeno. Tipicamente, si osservano cambiamenti massimi di assorbimento di quasi 100 nm. Gli stati metastabili (isomeri legati all'ossigeno) di questa classe spesso ritornano termicamente ai rispettivi stati fondamentali (isomeri legati allo zolfo), sebbene un certo numero di esempi mostri un fotocromismo reversibile a due colori. La spettroscopia ultraveloce di questi composti ha rivelato tempi di isomerizzazione eccezionalmente rapidi che vanno da 1,5 nanosecondi a 48 picosecondi.